# Medaglia per la prospezione mineraria e l'espansione del complesso petrolchimico della Siberia occidentale
La medaglia per la prospezione mineraria e l'espansione del complesso petrolchimico della Siberia occidentale è stata un premio statale dell'Unione Sovietica.

## Storia
La medaglia venne istituita il 28 luglio 1978.

## Assegnazione
La medaglia veniva assegnata a membri attivi nell'esplorazione sotterranea e nello sviluppo del petrolio e del gas della Siberia occidentale, nell'esplorazione e nello sviluppo dei giacimenti minerari e nell'industria del petrolio e del gas, nel lavoro nel settore delle costruzioni, nelle abitazioni e in altre strutture civili, nella costruzione di autostrade, nei servizi dell'energia elettrica, del trasporto o di altro tipo per le industrie del petrolio e del gas, nonché ai dipendenti delle istituzioni di ricerca scientifica, dei gruppi di ricerca o delle imprese di progettazione, delle istituzioni e delle organizzazioni, del settore dei servizi, del partito socialista sovietico, dei sindacati e degli organi del petrolio e del gas, che avessero svolto un lavoro coscienzioso e che avessero contribuito allo sviluppo del complesso petrolchimico della Siberia occidentale per un periodo di almeno tre anni.

## Insegne
- La medaglia era di ottone. Il dritto raffigurava nella metà destra, l'immagine in rilievo di una falce su un martello verticale, sullo sfondo, le immagini in rilievo di due piattaforme petrolifere al centro, due serbatoi di gas a sinistra, un trattore e tubazioni in basso al centro, in fondo una piccola stella a cinque punte, lungo la circonferenza, la scritta in rilievo "PER LA PROSPEZIONE MINERARIA E L'ESPANSIONE DEL COMPLESSO PETROLCHIMICO DELLA SIBERIA OCCIDENTALE" (Russo: «За освоение недр и развитие нефтегазового комплекса Западной Сибири»). Sul rovescio, al centro, l'immagine in rilievo di una stella a cinque punte che emette raggi formando un pentagono, sovrapposta alla stella, la scritta "URSS" (Russo: «СССР»), in fondo, rami di alloro e di quercia.
- Il nastro era verde chiaro con al centro una striscia bianca caricata di una striscia azzurra con bordi neri.